# Derbi

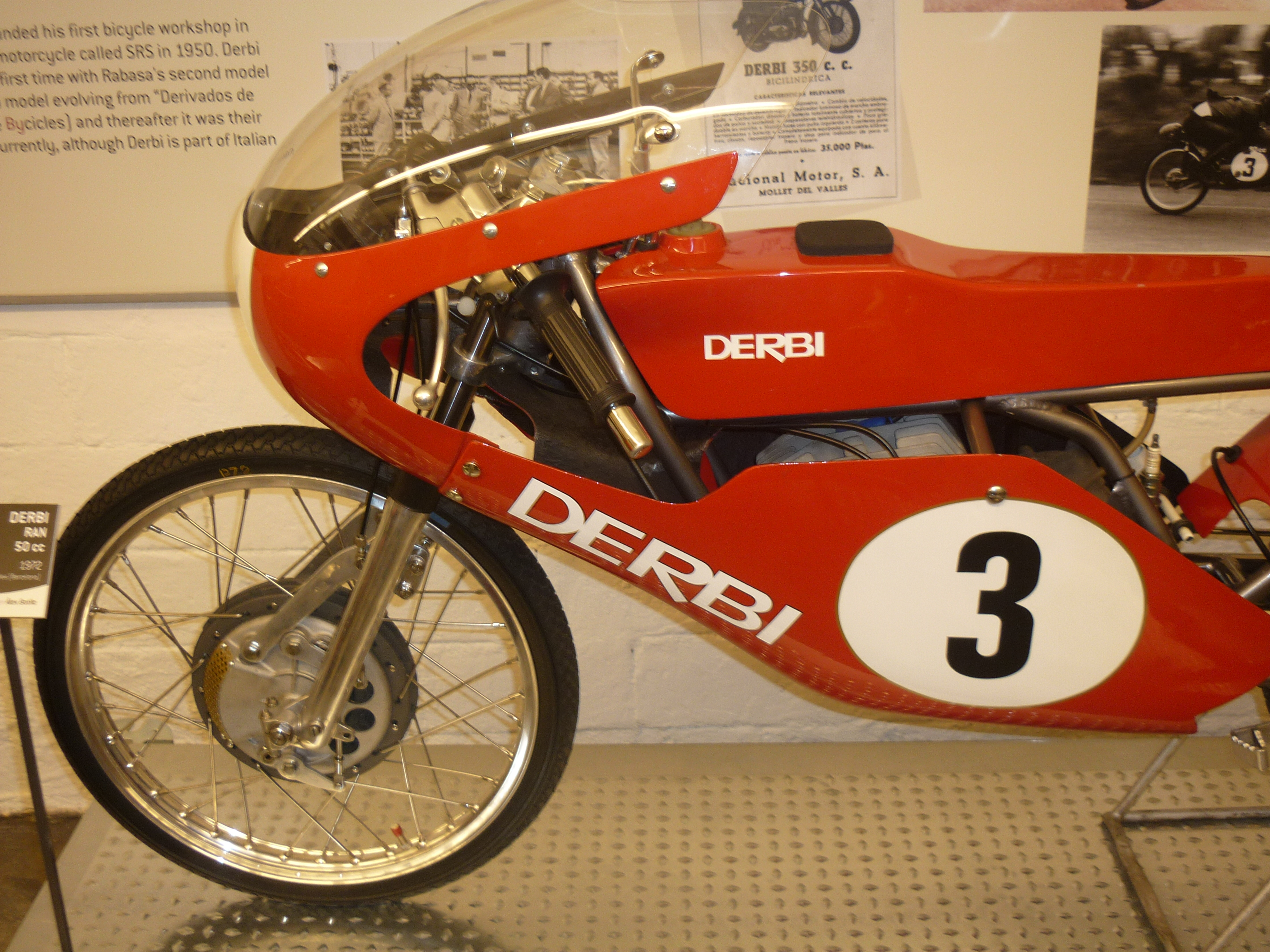
1972 Derbi 50 cc

Derbi é uma marca de motos, scooters, e quadriciclos produzidos pela Nacional Motor S.A.U., uma subsidiária espanhola da Piaggio. 

## Modelo antigos
Pedal Mopeds
- Derbi Variant SL
- Derbi Variant SLE
- Derbi Variant TT
- Derbi Variant Sport
- Derbi DS50
- Derbi Diablo C5
- Derbi RD50
- Derbi Laguna
- Derbi Laguna Sport

Road
- Derbi GPR 125 2T

Scooters
- Derbi Manhattan
- Derbi Hunter
- Derbi Predator
- Derbi Paddock

## Modelos atuais

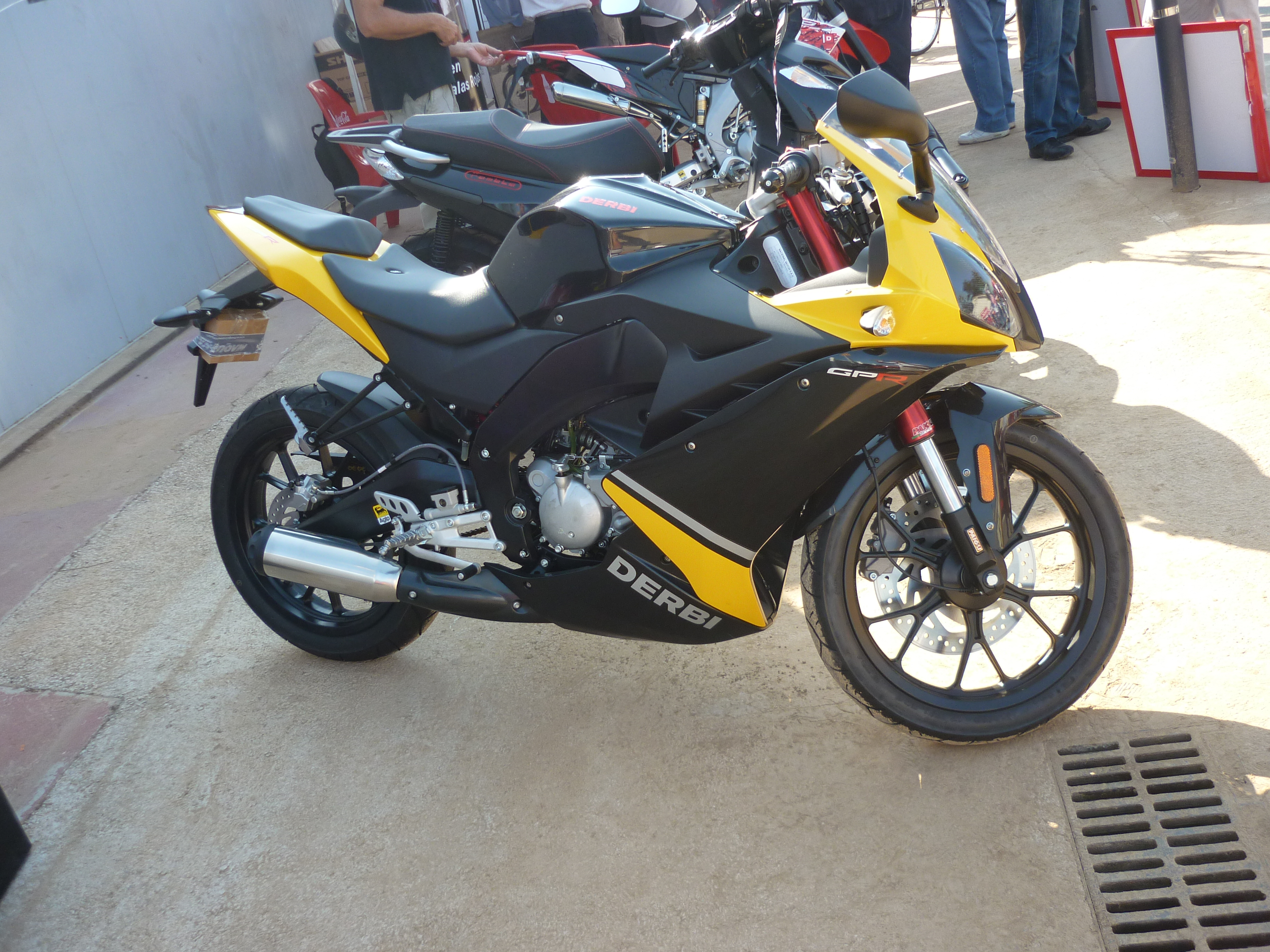
Sport moped Derbi GPR 50

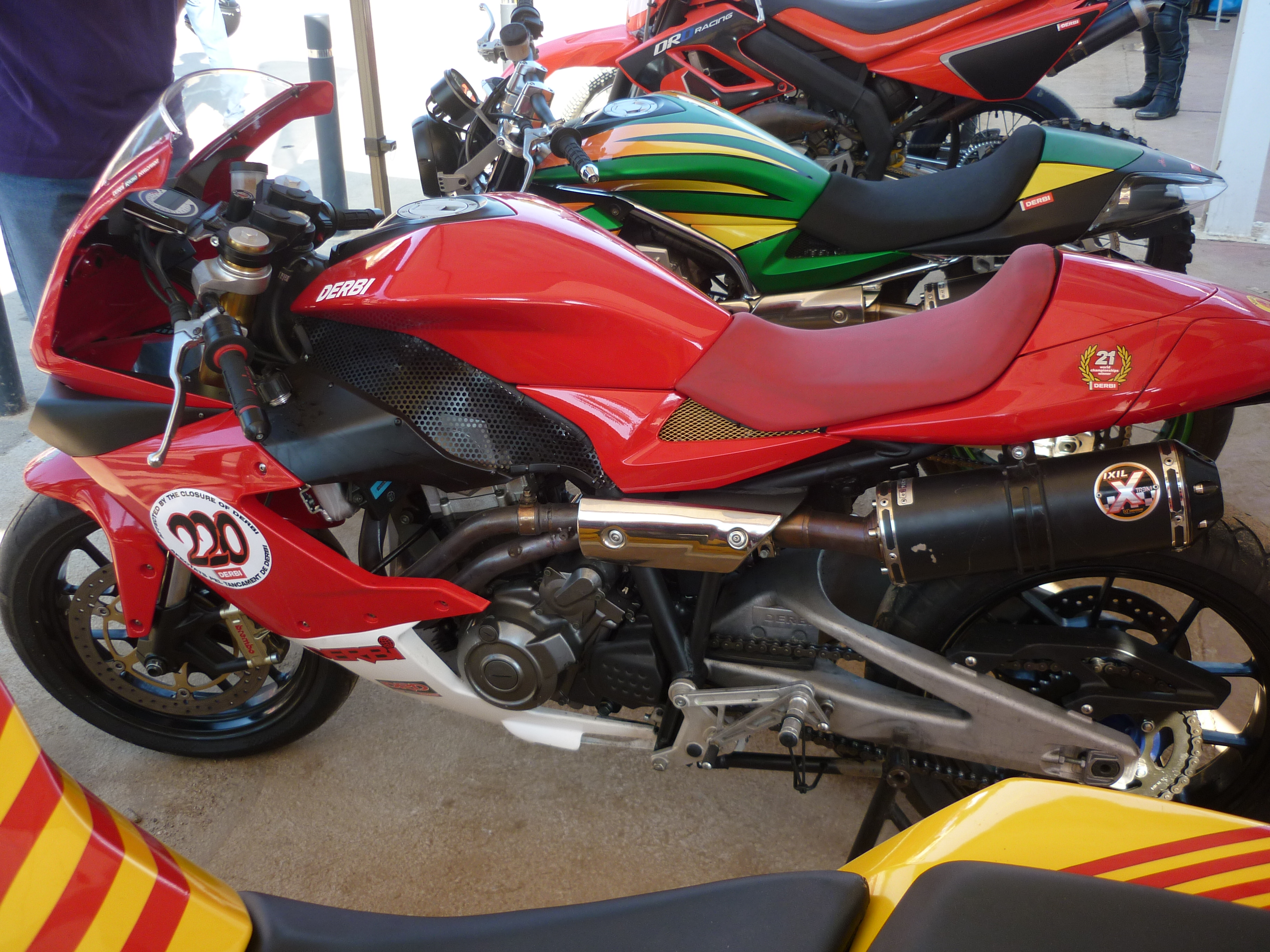
Derbi Mulhacén 659

Road
- Derbi GPR 50
- Derbi GPR 50 Nude
- Derbi GPR 125 4T 4V
- Derbi Cross City 125
- Derbi Etx 150
- Derbi Mulhacén 125
- Derbi Mulhacén Café 125

Supermoto
- Derbi Senda 50
- Derbi Senda X-Race/X-Treme 50
- Derbi Senda 125 4T SM
- Derbi Mulhacén 659

Scooters
- Atlantis
- Boulevard
- GP1
- Bullet